# Mikee Cojuangco-Jaworski
Mikaela María Antonia "Mikee" Cojuangco-Jaworski (Paniqui, 26 februari 1974) is een Filipijns amazone, actrice en presentator. Cojuangco-Jaworski werd in 2013 gekozen tot lid van het IOC.

## Biografie
Mikee Cojuangco werd geboren op 26 februari 1974 in Paniqui in de Filipijnse provincie Tarlac. Ze was derde van vijf dochters van voormalig afgevaardigde en president van het Filipijns Olympisch Comité, Jose Cojuangco jr. en voormalig gouverneur Margarita Delos Reyes. De presidenten Corazon Aquino en Benigno Aquino III zijn derhalve haar tante en haar neef. Cojuangco studeerde na haar middelbareschoolopleiding aan het Colegio San Agustin verder aan de Ateneo de Manila University en behaalde in 1996 daar haar bachelor-diploma psychologie.
Vanaf haar tiende jaar was Cojuangco actief als springruiter. Op haar zestiende nam ze voor het eerst deel aan een internationaal toernooi. Haar meest opvallende resultaat boekte ze bij de Aziatische Spelen van 2002 in Busan, waar ze een van de drie Filipijnse gouden medailles won. Tevens behaalde ze er met het Filipijnse team van springruiters zilver. In 2010 was ze nog vlaggendraagster voor de Filipijnen bij de Aziatische Spelen in China. Ze deed er echter zelf niet mee.
Al tijdens haar studie speelde ze rollen in enkele Filipijnse films. Haar meest opvallende rol was die als Miki Tolentino in DoReMi, een film uit 1996 van regisseur Ike Jarlego jr. Later speelde ze rollen in diverse andere films. Ook was ze actief als model en televisiepresentator. In 1999 trouwde Cojuangco met basketballer Robert Jaworski jr., een zoon van basketballer en senator Robert Jaworski. Samen kregen ze drie kinderen.
In 2013 werd Cojuangco-Jaworski gekozen tot lid van het IOC. Ze was daarmee opvolger van Francisco Elizalde, die de Filipijnen sinds 1974 in het IOC vertegenwoordigde.